# Joseph Curtel
Joseph Curtel, né le 22 novembre 1893 à Marseille et mort le 2 septembre 1960 dans la même ville, est un coureur cycliste français.

## Biographie
Joseph Curtel est mobilisé pendant la Première Guerre mondiale.

## Palmarès
- 1921
  - 2e de Marseille-Lyon
  - 3e de Lyon-Grenoble-Lyon
- 1923
  - 2e de Marseille-Nice
  - 3e du Tour du Vaucluse
- 1924
  - Marseille-Toulon-Marseille
  - 2e du Critérium du Midi
  - 3e du Tour du Sud-Est
- 1925
  - Marseille-Lyon
  - Marseille-Toulon-Marseille
  - 2e du Circuit du Cantal
- 1926
  - Marseille-Nice
  - Nice-Annot-Nice
  - 2e de Marseille-Lyon
  - 3e du Critérium du Midi
- 1927
  - 2e de Paris-Roubaix
  - 2e de Marseille-Nice
- 1929
  - 2e de Toulon-Nice
- 1931
  - 2e de Marseille-Toulon-Marseille

## Résultats sur le Tour de France
3 participations
- 1923 : abandon (2e étape)
- 1924 : abandon (4e étape)
- 1928 : abandon (20e étape)